# Lealtad
La lealtad es una devoción de una persona o ciudadano con un estado, gobernante, comunidad, persona, causa o a sí misma.
No existe acuerdo entre los filósofos sobre cosas o ideas a las que se puede ser leal. Algunos sostienen también que  se puede ser leal a un espectro muy amplio de cosas, mientras que otros argumentan que solo se puede ser leal a otra persona y que ello es una relación estrictamente interpersonal y entre otras.
La lealtad es un principio que básicamente consiste en nunca darle la espalda a determinada persona o grupo social que están unidos por lazos de amistad o por alguna relación social, es decir, el cumplimiento de honor y gratitud, la lealtad está más apegada a la relación en grupo.
La lealtad es un cumplimiento de lo que exigen las leyes de la fidelidad y las del honor.
Es una virtud consistente en el cumplimiento de lo que exigen las normas de fidelidad, honor y gratitud. Adhesión y afecto por alguien o por alguna cosa.
La lealtad posee numerosos aspectos y aristas. John Kleinig, profesor de filosofía en la City University of New York, resalta que con el transcurso de las épocas la idea ha sido motivo de análisis por escritores creativos desde Esquilo a John Galsworthy y Joseph Conrad, y tema de estudio de psicólogos, psiquiatras, sociólogos, estudiosos de la religión, economistas políticos, estudiosos del ámbito de los negocios y la mercadotecnia, y en especial teóricos de la política, que se ocupan de aspectos como los juramentos de lealtad y patriotismo. Como concepto filosófico, la lealtad no fue tema de estudio de los filósofos hasta el trabajo de Josiah Royce, la «gran excepción» según afirma Kleinig. John Ladd, profesor de filosofía en la Brown University, que hacia fines del siglo XX el tema ha sido motivo «una atención limitada en la literatura de filosofía». Ladd atribuye esto a asociaciones «odiosas» que posee el tema con el nacionalismo, incluido el nacionalismo del nazismo, y con la metafísica del idealismo, a lo que caracteriza como «obsoleto». Ladd sostiene que sin embargo dichas asociaciones como erradas, y que la idea de lealtad es «un componente esencial en todo sistema humano y civilizado de moral». Kleinig afirma que a partir de 1980, el tema ha sido motivo de atención, y los filósofos se han ocupado, entre otros temas, de sus vinculaciones con la ética profesional, el alertador, la amistad, y la ética de la virtud.

## Antecedentes

### Encyclopedia Britannicade 1911
La Encyclopædia Britannica define la lealtad como «adhesión al soberano o gobierno establecido del país de uno» y también como "devoción personal y reverencia al soberano y a la familia real». Remonta las raíces de la palabra «lealtad» al siglo XV, haciendo notar que en esa época se refería a la fidelidad en el servicio, en el amor, o a un juramento que se ha realizado. El significado que la Britannica da como principal, lo atribuye a un cambio ocurrido en el siglo XVI, notando el origen de la palabra proviene del latín "lex", que significa "ley". Alguien que es leal, en el sentido feudal de fidelidad, es alguien que cumple con la ley (en contraposición a quien se encuentra fuera de la ley), que posee plenos derechos legales como consecuencia de su fiel lealtad a un señor feudal. Por lo tanto en la Britannica de 1911 se derivó su significado primario de la lealtad a un monarca. Esta definición de lealtad basada en la etimología de la palabra es recogida por Vandekerckhove, cuando relaciona la lealtad con el alertar.

### Puntos de vista bíblicos y cristianos
En un capítulo de la Biblia cristiana, Jesús dice «dad al César lo que es del César y a Dios lo que es de Dios». Lo que define un límite a la autoridad del hombre. Desde el punto de vista cristiano, existe una esfera más allá de la terrenal, y si la lealtad al hombre entra en conflicto con la lealtad a Dios, la última tiene prioridad. Además, el cristianismo rechaza la idea de una lealtad dual. En el Evangelio de Mateo 6:24, Jesús dice "Nadie puede servir a dos señores; porque o aborrecerá al uno y amará al otro, o estimará al uno y menospreciará al otro. No podéis servir a Dios y a las riquezas". Ello está relacionado con la autoridad de un amo con sus sirvientes (según Epístola a los Efesios 6:5), quienes de acuerdo con la ley (bíblica) le deben lealtad a su amo (según Levítico 25:44-46).

## Concepción de Josiah Royce
Josiah Royce en su libro The Philosophy of Loyalty (traducido: La filosofía de la lealtad) publicado en 1908 presenta una definición diferente del concepto. Royce sostiene que la lealtad es una virtud, una virtud primaria, «el centro de todas las virtudes, el deber central entre todos los deberes». Royce presenta la lealtad, a la cual define con gran detalle, como el principio moral básico del cual se derivan todos los otros principios. La definición breve que presenta es que la lealtad es «la devoción consciente y práctica y amplia de una persona a una causa». La causa debe ser una causa objetiva. No puede ser uno mismo. Es algo externo a la persona que se espera encontrar en el mundo externo, y que no es posible encontrarlo en uno mismo. No trata sobre uno mismo sino sobre otras personas. La devoción es activa, una rendición del deseo propio a la causa que uno ama. Según Royce, la lealtad es social. La lealtad a una causa aúna a los numerosos seguidores de la causa, uniéndolas en su servicio. Richard P. Mullin, profesor de filosofía en la Wheeling Jesuit University, describe a las tres palabras «voluntaria y práctica y completa» como «llenas de significado». La lealtad es voluntaria en cuanto a que se ofrece en forma libre, sin coerción. Es elegida luego de un análisis personal, no es algo con lo que uno nace. La lealtad es práctica en el sentido de que es practicada. Es llevada a cabo en forma activa, no en forma pasiva como si fuera un sentimiento fuerte por algo. La lealtad es completa en el sentido que no es un interés casual sino un compromiso pleno con una causa.
A partir de esta definición, Royce construye un marco moral basado en la lealtad, utilizando la idea de lealtad a la misma lealtad. Para ello, Royce distingue entre las causas buenas y las causas malas, define a las causas buenas como aquellas que promueven lealtad a la lealtad. En otras palabras, la lealtad a tal causa habilita, promueve, o desarrolla las habilidades de otras personas a ser leales a sus causas. No es una buena causa, aquella que destruye el objeto de la lealtad legítima de otra persona. De esto se pueden derivar las virtudes de verdad, justicia, benevolencia, y cortesía. Royce relaciona esto con la ética de los negocios:

En el mundo de los negocios, la honestidad es un servicio, no solo ni principalmente a las otras partes de la transacción a la cual esta fidelidad se pone en evidencia. El solo acto de fidelidad en el negocio es un acto de confianza del hombre en el hombre sobre el cual se construye todo el andamiaje del mundo de los negocios.

## En relación con otros temas

### Patriotismo
Nathanson comenta que la lealtad se suele identificar directamente con el patriotismo. Sin embargo, hace notar que ello no es correcto, ya que mientras los patriotas pueden tener lealtad, no en todos los casos las personas leales son patriotas. Nathanson pone como ejemplo el caso de un soldado mercenario, que demuestra lealtad a las personas o país que le abonan su paga. Nathanson destaca la diferencia en las motivaciones entre el mercenario leal y un patriota. Un mercenario puede estar bien motivado por un sentido de profesionalismo, o una creencia en la santidad de los contratos. En cambio un patriota, puede sentirse motivado por el afecto, preocupación, identificación, y una voluntad de sacrificio.
Nathanson sostiene que no siempre es una virtud la lealtad patriótica. En general es posible confiar en una persona leal, y por lo tanto las personas ven la lealtad como una virtud. Sin embargo, Nathanson sostiene que la lealtad puede ser con personas o causas que no son dignas de ella. No solo ello, en ocasiones la lealtad puede dar lugar a que patriotas apoyen políticas que son inmorales e inhumanas. Por lo tanto Nathanson afirma que, la lealtad patriótica a veces pueden ser más un vicio que una virtud, cuando sus consecuencias exceden los límites de lo que es moralmente deseable. Según Nathanson tales lealtades, son definidas erróneamente como ilimitadas en sus alcances, y fracasan en reconocer los límites de la moralidad.